# Alexander von Stieglitz
Baron Alexander Ludwigowitsch von Stieglitz (russisch Барон Алекса́ндр Лю́двигович фон Шти́глиц; * 1. Septemberjul. / 13. September 1814greg. in St. Petersburg; † 20. Oktoberjul. / 1. November 1884greg. in St. Petersburg) war ein russischer Bankier, Industrieller, Mäzen und Philanthrop.

## Leben

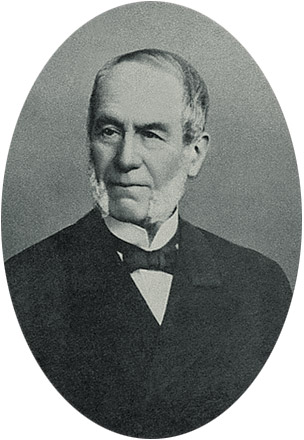
Baron Alexander von Stieglitz

Alexander von Stieglitz, zweiter Sohn des Bankiers Baron Ludwig von Stieglitz mit dem Bankhaus Stieglitz & Co, studierte an der Kaiserlichen Universität Dorpat und ging dann in den kaiserlich-russischen Staatsdienst als Mitglied des Industrie-Rats des Finanzministeriums.
Nach dem Tode seines Vaters 1843 erbte Stieglitz das Bankhaus Stieglitz & Co und wurde wie sein Vater Bankier des Zaren. 1840 bis 1850 platzierte er sehr erfolgreich sechs 4%-Staatsanleihen zur Finanzierung des Baus der St. Petersburg-Moskau-Eisenbahn. Am Höhepunkt des Krimkrieges sorgte er für eine bedeutende Auslandsanleihe. Daneben besaß er Fabrik-Unternehmen in Narva und in St. Petersburg.
1846 wurde Stieglitz zum Vorsitzenden des Börsenkomitees gewählt. Damit war er an allen Finanzoperationen des kaiserlich-russischen Ministerrats beteiligt. 1857 gründete er mit anderen die Gesellschaft der Russischen Eisenbahnen. 1860 liquidierte er alle seine kommerziellen Unternehmen und zog sich auch vom Vorsitz des Börsenkomitees zurück, um Gouverneur der von Zar Alexander II. neu gegründeten Staatsbank zu werden. 1866 gab er dieses Amt auf und verließ den Staatsdienst.
1876 gründete Stieglitz die Petersburger Zentral-Schule für Technisches Zeichnen, aus der die heutige Stieglitz-Kunstgewerbe-Akademie wurde. 1878 stiftete er daneben ein Museum zum Nutzen der Studenten seiner Zentralschule, das heutige Stieglitz-Kunstgewerbe-Museum in St. Petersburg.

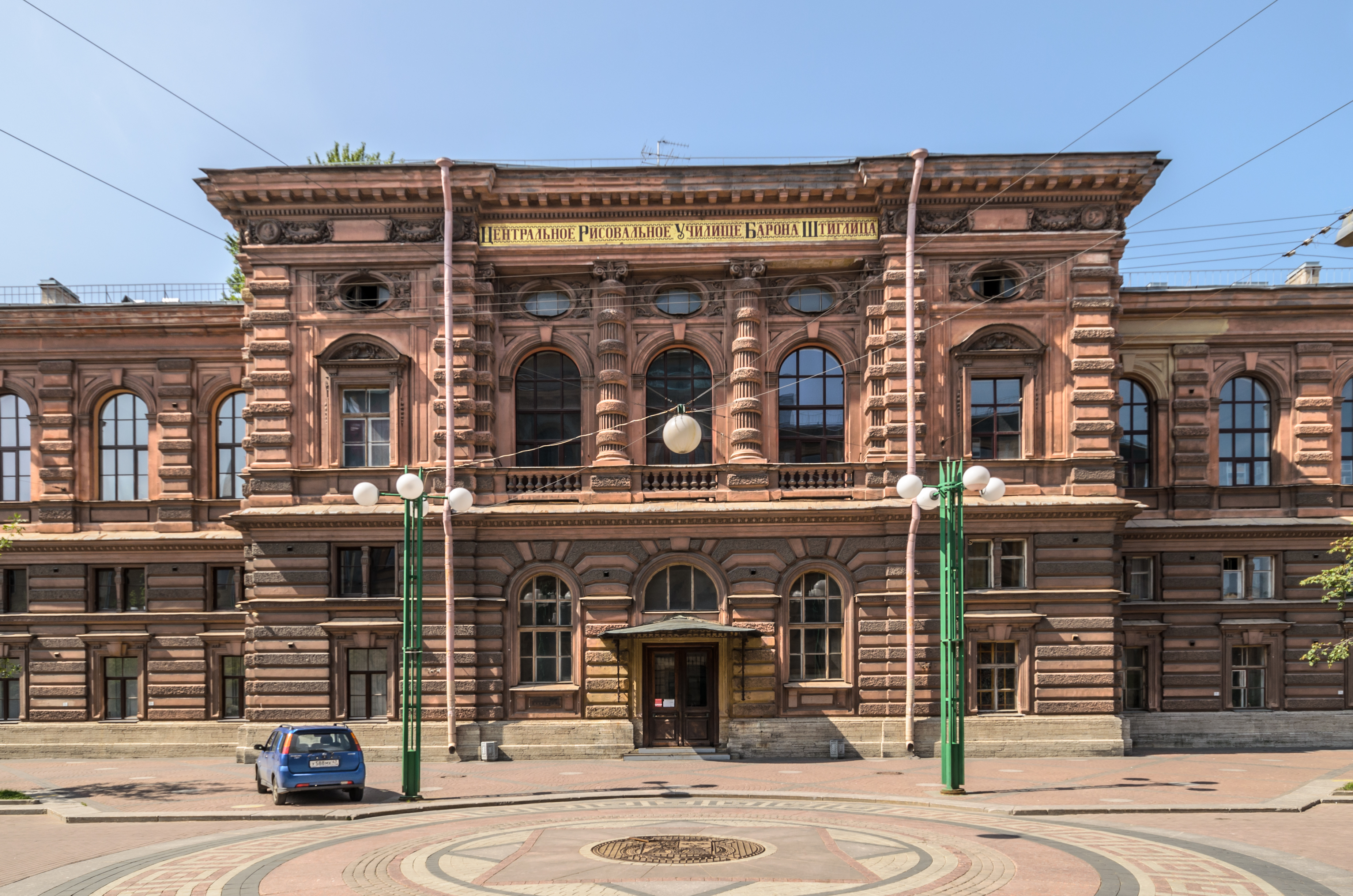
Baron-Stieglitz-Zeichenschule

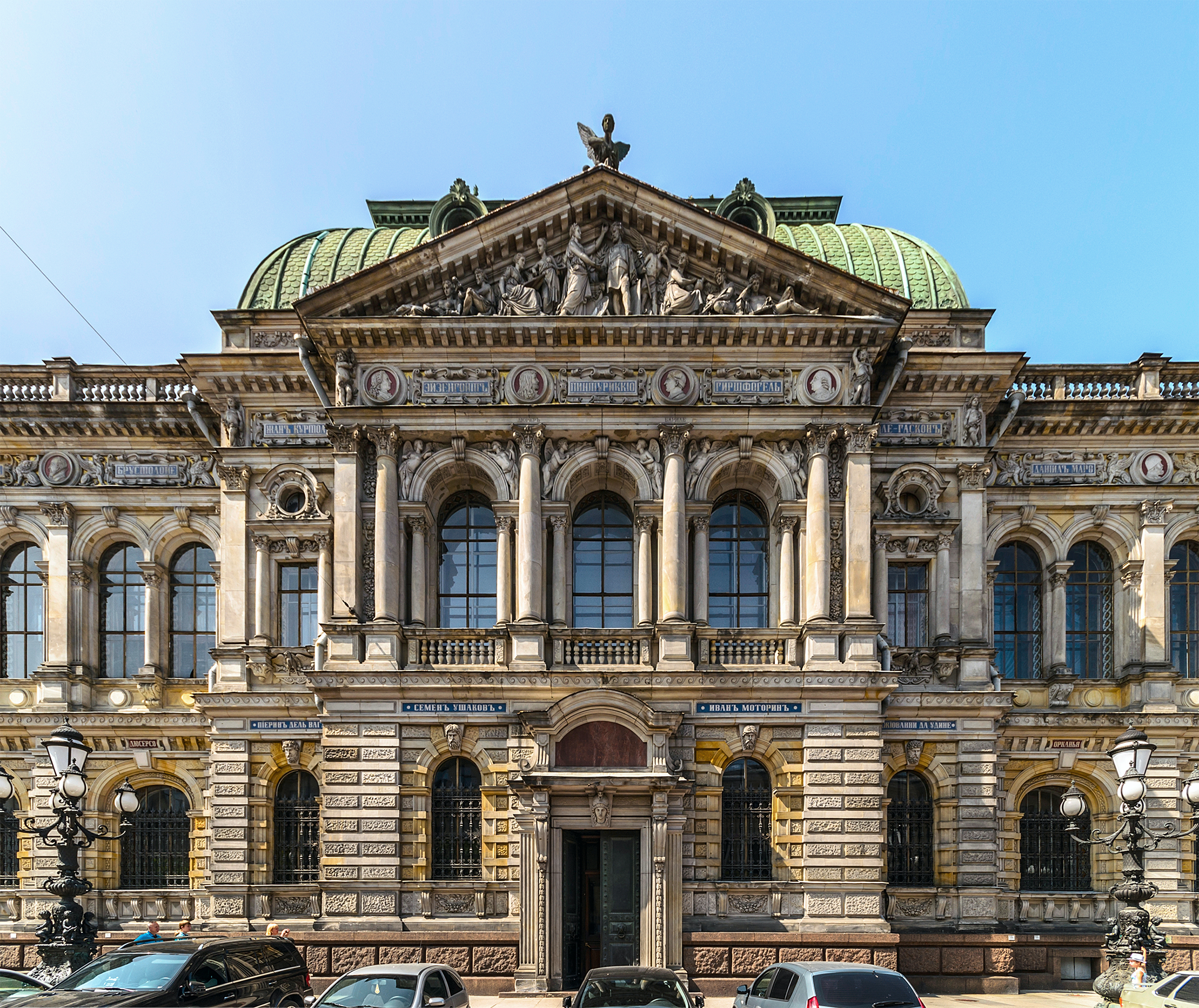
Baron-Stieglitz-Kunstgewerbemuseum

Stieglitz fand sein Grab in Iwangorod in der Dreifaltigkeitskirche, die er für seine Fabrikarbeiter hatte bauen lassen. Da sein Sohn schon als Kind gestorben war, fiel sein riesiges Vermögen an die Adoptivtochter Nadeschda Junewa, die als Baby in einem Korb in Stieglitz’ Datsche-Garten gefunden worden war und die illegitime Tochter Großfürst Michael Pawlowitschs war.

## Ehrungen (Auswahl)
- Sankt-Stanislaus-Orden 3. Klasse
- Sankt-Wladimir-Orden 4. Klasse
- Sankt-Anna-Orden 2. Klasse